# Februus (voornaam)
Februus is een jongensnaam afkomstig van de gelijknamige god van de purificatie uit de Etruskische mythologie. Ook de maand februari ontleent hier zijn naam aan.